# Koyote
Koyote (tiếng Hàn: 코요태; Hanja: 高耀太; Romaja: Koyotae), hay còn gọi là KYT, là nhóm nhạc nam nữ Hàn Quốc bao gồm các thành viên là: Kim Jong-min, Shin Ji, và Bbaek Ga. Nhóm ra mắt năm 1998 với bài hát nổi tiếng "Genuine". Họ theo đuổi phong cách Dance-pop, hip-hop, những phong cách rất được ưa chộng vào thời điểm này.
Kể từ khi ra mắt nhóm đã phát hành mười album phòng thu, ba đĩa mở rộng, và rất rất nhiều bản hít gắn với tên tuổi của nhóm. Đồng thời nhóm cũng dành được một số thành công nhất định khi ring về nhiều giải thưởng lớn tại các lễ trao giải thưởng âm nhạc danh giá tại Hàn Quốc, có thể kể đến như: năm giải Bonsang tại lễ trao giải Golden Disc Award, bốn giải thưởng cho Best Mixed Group của Mnet Asian Music Awards và Giải thưởng lớn tại KBS Music Awards năm 2005.
Nhóm đã trải qua nhiều lần thay đổi đội hình và Shin Ji là thành viên ban đầu duy nhất còn lại của nhóm.

## Lịch sử
Trước khi ra mắt, thành viên Cha Seung Min đã từng là một diễn viên, đóng vai chính trong một chương trình có tên Push!Push! Cùng với Shin Ji và Kim Goo, họ đã thành lập Koyote như một nhóm nam nữ hỗn hợp gồm 3 thành viên.

### 1999–2003: Cha Seung Min rời đi, Kim Goo bị bắt và những thay đổi trong đội hình mới
Đĩa đơn đầu tiên của Koyote, Koyote Tập 1, đã nhận được những đánh giá tích cực trong khi phát hành, và họ ngay lập tức trở nên nổi tiếng với bài hát "Pure Love". vào năm 2000, bài hát "Passion" của họ ngay lập tức trở thành hit, với sự nổi tiếng của họ bắt đầu tăng lên. Tuy nhiên, Cha Seung Min rời nhóm để tập trung vào nghiên cứu, trong đó Kim Jong Min thay thế anh làm giọng ca chính. Năm 2001, Kim Goo đã bị bắt trong khi quay một trong những video quảng bá của nhóm do sử dụng ma túy và được thay thế bởi Jung Myung Hoon.

### 2004-nay: Bbaek Ga phẫu thuật, Jong-min nhập ngũ, và sự ra đi của Myung Hoon
Năm 2004, Myung Hoon rời nhóm để hoàn thành nghĩa vụ quân sự và được thay thế bởi Bbaek Ga. Họ đã phát hành Feel Up Doeda, người đã giành giải Daesang của Hàn Quốc cho nghệ sĩ xuất sắc nhất. Năm 2007, họ bị gián đoạn do Jong-min và Bbaek Ga cần hoàn thành nghĩa vụ quân sự. Họ trở lại với 2 thành viên, Jong Min và Shin Ji, trong khi đó Bbaek Ga vắng mặt do một khối u ở não. Họ đã phát hành album phòng thu thứ 10 Jumpin, với đĩa đơn chính "Return" Từ năm 2010 đến năm 2011, Koyote bắt đầu phát hành các đĩa đơn mở rộng (Ep). Các Ep của họ thu được nhiều ý kiến trái chiều, với việc Koyote bắt đầu phát hành các đĩa đơn không có album trước khi tham dò ý kiến khán giả. Năm 2015, đĩa đơn "Stop love" của họ đạt vị trí thứ 99 trên Bảng xếp hạng Gaon, đây là đĩa đơn đầu tiên của họ xuất hiện trên bảng xếp hạng. Giữa năm 2016 2015, họ đã gợi ý về một album có thể vào năm 2019, với 2 bài hát được ghi vào năm 2018. Sau đó,
các hoạt động của nhóm bị gián đoạn mãi cho tới năm 2019, thì album mới phát hành, tên là "Reborn"

## Thành viên

### Thành viên hiện tại
- Kim Jong-min (김종민) tham gia năm 2000
- Shin Ji: thành viên ban đầu
- Bbaek Ga gia nhập năm 2004

### Thành viên cũ
- Cha Seung-min (차승민) - đã rời đi vào năm 2000
- Kim Goo (김구) - rời nhóm năm 2001
- Kim Young-wan (김영완) - rapper tạm thời năm 2003
- Jung Myung-hoon (정명훈) - Rapper tạm thời từ 2003 ~ 2004

## Discography

### Đĩa đơn
| Tiêu đề                           | Chi tiết album | Vị trí cao nhất trên BXH positions | Doanh số       | Danh sách nhạc |
| Tiêu đề                           | Chi tiết album | KOR                                | Doanh số       | Danh sách nhạc |
| --------------------------------- | --- | ---------------------------------- | -------------- | --- |
| Koyote Volume 1 (고요태 (高耀太)) | - Ngày phát hành: 13 tháng 1 năm 1999 - Nhãn đĩa: Doremi Records - Định dạng: CD, cassette, digital download                                               | —                                  | - KOR: 171,197 | Track list 1. Prologue 2. 순정 (Soon Jung) 3. 금지된 사랑 (Geumjidwen Sarang) 4. 만남 (Man Nam) 5. 약속 (Yaksok) 6. 편지 (Pyeonji) 7. 그래 (Geurae) 8. 기억해 줘 (Gieokhae Jwo) 9. 내 사랑 전할 수 있다면 (Nae Sarang Jeonhal Su Itdamyeon) 10. 순정 (Remix – Miami Version) (Soon Jung) 11. 순정 (Instrumental Version) (Soon Jung) |
| Koyotae 2nd                       | - Ngày phát hành: 6 tháng 11 năm 1999 - nhãn đĩa: Doremi Records - Định dạng: CD, cassette, digital download                                               | —                                  | - KOR: 167,304 | Track list 1. Party Party 2. Touch Me 3. 실연 (Shil Yun) 4. 미련 (Miryon) 5. 가 (Go) 6. 끝없는 사랑 (Kuthobnun Sarang) 7. 예사랑 (Yessarang) 8. 바다의 품에 (Badaui Pume) 9. Cinema 10. 유혹 (Yuhog) 11. 해진 이 거리 12. Party Party (instrumental) |
| Passion                           | - Ngày phát hành: 2 tháng 11 năm 2000 - Nhãn đĩa: Yedang Entertainment, Daeyoung AV - Định dạng: CD, cassette, digital download                            | —                                  | - KOR: 486,539 | Track list 1. Rendez Vous 2. 자존심 (Pride) 3. Passion 4. Dear My... 5. 파란 (Waves) 6. 변심 (Change) 7. Blue 8. 약속 (Promise) 9. Happy Birthday 10. 열정 (Yearning) 11. Passion II |
| Philip (필립 (必立))              | - Ngày phát hành: 15 tháng 5 năm 2002 - Nhãn đĩa: Yedang Entertainment - Định dạng: CD, cassette, digital download                                         | —                                  | - KOR: 513,244 | Track list 1. 프로필 (Profile) 2. 비몽 (Bimong) 3. 애련 (Eryon) 4. 운명 (Unmyong) 5. Over 6. Y 7. 데미지 (Demiji) 8. Happy Song 9. 아리랑 목동 (Arirang Mogdong) 10. 웃자 (Udja) 11. Loving You 12. 환희 (Remake) (Hwanhee) 13. 매듭 (Medub) 14. Over (Remix Version) |
| Emergency (비상 (非常))           | - Ngày phát hành: 22 tháng 5 năm 2003 - Nhãn đĩa: Daeyoung AV, A&G Modes - Format: CD, cassette, digital download                                          | —                                  | - KOR: 293,546 | Track list 1. 남남 (Namnam) 2. 무심 (Inadvertence) 3. 비상 (Emergency) 4. 가 (Go) 5. 애원 (Appeal) 6. Stop 7. 놀자 (Let's Play) 8. 애심 (Beloving) 9. 슬퍼지는 하루 (Saddening Day) 10. Day 11. 단념 (Abandonment) 12. All The Time 13. 체념 (Desespoir) 14. 일년반 (One Year And A Half) |
| Koyote 6                          | - Ngày phát hành: 26 tháng 3 năm 2004 - nhãn đĩa: HI Entertainment - định dạng: CD, cassette, digital download                                             | —                                  | - KOR: 295,029 | Track list 1. Line 2. 불꽃 (Bulkot) 3. 디스코왕 (Disco King) 4. Drive 5. Time 6. Never 7. Unforgettable 8. 영웅 (Yongung) 9. 어떤남자 (Otton Namja) 10. Together 11. 단장 (Danjang) 12. 질주 (Jilju) 13. 그날 이후 (Gunal Ihu) 14. Moon Night 15. 악담 (Agdam) 16. 후애 (Huae) 17. Non-Stop Mix (청바지아가씨,STORM,이제는) |
| Rainbow                           | - Ngày phát hành: 28 tháng 11 năm 2004 - Nhãn đĩa: Trifecta Entertainment - Định dạng: CD, cassette, digital download                                      | —                                  | - KOR: 117,732 | Track list 1. Lover 2. 느리게 걷기 (Nurige Godgi) 3. 하얀 동화 (Hayan Donghwa) 4. 사랑해요 (Sarangheyo) 5. 빙고 (Bingo) 6. Rush 7. Hey Shy Boy 8. 해피 바이러스 (Happy Virus) 9. 이탈 (Ital) 10. 바보 (Babo) 11. 사랑은 커피향 처럼 (Sarangeun Kopihyang Chorom) 12. 비밀 (Secret) 13. 연습 (Yonsub) 14. 아자!아자! (2005 YM version) (Aja! Aja!) 15. 캐롤 메들리 Carol Medley (Rudolph SasumKo+Feliz Navidad+Ski Janeso) |
| Feel Up (되다 必(필)UP)           | - Ngày phát hành: 30 tháng 8 năm 2005 - phát hành lại: 20 tháng 12 năm 2005 - Nhãn đĩa: Trifecta Entertainment - Định dạng: CD, cassette, digital download | —                                  | - KOR: 79,396  | Track list 1. Like This 2. 비는.... 하늘의 눈물 (Binun... Hanure Nunmul) 3. 1,2,3,4. 4. 믿어볼까? (Mideobolkka) 5. 사랑병 (Sarangbyong) 6. 상상 (Sangsang) 7. 꽁깍지 (Kongkagji) 8. 버려 (Buhryeo) 9. 아파도 (Apado) 10. 허리케인 (Hurricane) 11. Tonight 12. 모르겠어 (Morugesso) 13. 기억하니 (Gioghani) 14. Boy Is Mine 15. 경고 (Gyonggo) 16. Special Angel (생일 축하) Repackage 1. 하얀 동화 (Hayan Donghwa) 2. Rocking Around The Christmas Tree 3. 1,2,3,4. 4. 파란 (Paran) 5. 비몽 (Bimong) 6. Like This 7. 경고 (Gyonggo) 8. Boy Is Mine 9. 믿어볼까? (Mideobolkka) 10. 디스코왕 (Disco King) |
| London Koyote                     | - Ngày phát hành: 18 tháng 9 năm 2006 - Nhãn đĩa: Trifecta Entertainment - Định dạng: CD, cassette, digital download                                       | —                                  | - KOR: 34,383  | Track list 1. I Love Rock & Roll 2. Play 3. Sweet 4. 그 사람은 (Geu Sarameun) 5. Big Smile 6. 동그라미 (Donggeurami) 7. 사랑은 변하니 (Sarangeun Byeonhani) 8. 말하지 못한 이야기 (Maraji Mothan Iyagi) 9. 벽 (Byeok) 10. 사랑할수 없어 (Saranghalsu Eopsseo) 11. 봐 (Bwa) 12. 어떤날 (Eotteonnal) 13. 세레나데 (Serenade) 14. Love...ing 15. 눈먼사랑 (Nunmeonsarang) 16. 기쁨모드 (Gippeummodeu) |
| Jumping                           | - Ngày phát hành: 27 tháng 3 năm 2009 - Nhãn đĩa: Trifecta Entertainment - Định dạng: CD, digital download                                                 | —                                  |                | Track list 1. Intro 2. 아! 정말 3. 넌센스(Nonsense) 4. 더! 5. 정말 나쁜 남자야 6. 아프고 아파도 7. GO GO 8. 너만이 9. 이브의 경고 (Remake) 10. I’m Sorry (Feat. Woo Jae’s Typhoon) |
| REborn                            | - Ngày phát hành: 8 tháng 2 năm 2019 - Nhãn đĩa: KYT Entertainment - Định dạng: CD, digital download                                                       | —                                  |                | Track list 1. THRILLER 2. SAD NIGHT 3. FACT 4. Genuine 5. Sad Dream 6. Entreaty 7. Meeting 8. Broken Heart 9. Our Dream 10. THRILLER (Instrumental) 11. SAD NIGHT (Instrumental) 12. FACT(Instrumental) |

### Album tổng hợp
| Tiêu đề                                            | Chi tiết album                                                                                                  | Vị trí cao nhất trên BXH positions | Doanh số      | Danh sách nhạc |
| Tiêu đề                                            | Chi tiết album                                                                                                  | KOR                                | Doanh số      | Danh sách nhạc |
| -------------------------------------------------- | --- | ---------------------------------- | ------------- | --- |
| History                                            | - Ngày phát hành: 30 tháng 1o năm 2001 - Nhãn đĩa: Youngwon Entertainment - Định dạng: CD, digital download     | —                                  | - KOR: 55,476 | Track list Disc 1 – CD 1. Passion 2. 순정 (Soon Jung) 3. 만남 (Man Nam) 4. 금지된 사랑 (Geumjiden sarang) 5. 실연 (Shil Yun) 6. 파란 (Paran) 7. 가 (Ga) 8. Cinema 9. Party Party 10. Letter 11. 미련 (Miryon) 12. 유혹 (Yuhog) 13. But 14. Touch Me 15. 끝없는 사랑 (Keuteobnun Sarang) 16. 약속 (Yagsog) 17. 순정 (Remix – Miami Version) (Soon Jung) 18. 실연 (Shil Yun) 19. 금지된 사랑 (Geumjiden sarang) Disc 2 – CD (Remix) 1. Letter 2. But 3. 순정 (Soon Jung) 4. 만남 (Man Nam) 5. 가 (Ga) 6. 미련 (Miryon) 7. Party Party 8. 끝없는 사랑 (Keuteobnun Sarang) 9. Touch Me 10. 파란 (Paran) 11. Cinema 12. Passion 13. 실연 (Shil Yun) 14. 유혹 (Yuhog) |
| The Koyote in Ballad Special: Best Album 2000–2005 | - Ngày phát hành: 28 tháng 3 năm 2006 - Nhãn đĩa: EMI - Định dạng: CD+DVD, cassette, digital download           | —                                  | - KOR: 12,398 | Track list Disc 1 – CD 1. 그날이후 (Geunal Ihu) 2. 애원 (Aewon) 3. Y 4. 아파도 (Apado) 5. 사랑해요 (Saranghaeyo) 6. 상상 (Sangsang) 7. 연습 (Yeonseub) 8. Drive 9. 비는..하늘의 눈물 (Bineun.. Haneure Nunmul) 10. 슬퍼지는 하루 (Sulpuhjinun Haru) 11. Loving You 12. 기억하니 (Giyeokhani) 13. 후애 (Huae) 14. All The Time 15. 약속 (Yagsok) 16. 해피 바이러스 (Happy Virus) 17. Dear My Disc 2 – DVD 1. 그날이후 (Geunal Ihu) 2. Y 3. 아파도 (Apado) 4. 상상 (Sangsang) 5. 논스톱 (Nonstop) |
| Dance Best and 9.5                                 | - Ngày phát hành: 11 tháng 10 năm 2007 - Nhãn đĩa: Trifecta Entertainment - Định dạng: CD+DVD, digital download | —                                  | - KOR: 19,482 | Track list CD 1 1. 사랑공식 (Love Formula) 2. 사랑과 전쟁 3. 패션 4. 파란 5. 열정 6. 비몽 7. 애련 8. 비상 9. 디스코왕 (Disco King) 10. Together 11. 불꽃 12. 빙고 13. 하얀동화 14. 느리게 걷기 15. Like this 16. 1.2.3.4 17. I Love Rock & Roll CD 2 1. Intro 2. 경고 3. Moon Night 4. Time 5. 믿어볼까? 6. Lover 7. 이탈 8. 허리케인 9. 동그라미 10. 기쁨모드 11. 일년반 12. 세레나데 13. Day 14. 벽 15. Rendez Vous 16. 사랑이 변하니 17. 영웅 18. 남남 19. Line 20. 아자!아자! 21. Unforgettable 22. Over 23. 운명 24. 변심 25. Stop 26. Blue 27. 질주 28. 놀자 29. 환희 30. 애심 31. 사랑병 32. Happy Song 33. 체념 34. 캐롤메들리 루돌프 사슴코 (Carol Medley: Rudolph the Red Nosed Reindeer) 35. 캐롤메들리 Feliznavidad (Carol Medley: Feliz Navidad) 36. 캐롤메들리 스키장에서 37. 청바지아가씨 38. Storm 39. 이제는 40. Big Smile |

### Remix albums
| Tiêu đề          | Chi tiết Album                                                                                  | Vị trí cao nhất trên BXH positions | Danh sách nhạc |
| Tiêu đề          | Chi tiết Album                                                                                  | KOR                                | Danh sách nhạc |
| ---------------- | ----------------------------------------------------------------------------------------------- | ---------------------------------- | --- |
| Koyotae Best Mix | - Ngày phát hành: 31 tháng 8 năm 2000 - Nhãn đĩa: Garam Media - Định dạng: CD, digital download | —                                  | Track list 1. 실연 (Shil Yun) 2. 미련 (Miryun) 3. 순정 (Soon Jung) 4. 만남 (Man Nam) 5. Party Party 6. Cinema 7. 유혹 (Yuhok) 8. 가 (Ga) 9. Touch Me 10. 금지된 사랑 (Geumjiden sarang) 11. 편지 (Pyunji) 12. 끝없는 사랑 (Keuteobneun sarang) 13. 실연 (Techno Non-Stop Mix) 14. 만남 (Techno Non-Stop Mix) 15. Hot Sugar-Klub Kings (Techno Non-Stop Mix) 16. Headcheck-Nick Skitz (Techno Non-Stop Mix) 17. Cinema (Techno Non-Stop Mix) 18. U Got It-Alex K (Techno Non-Stop Mix) 19. 가 (Techno Non-Stop Mix) 20. 미련 (Techno Non-Stop Mix) 21. Miss America-Nick Skitz (Techno Non-Stop Mix) 22. Party Party (Techno Non-Stop Mix) 23. Lala-London Fiesta (Techno Non-Stop Mix) 24. 순정 (Techno Non-Stop Mix) 25. Pussywhipped-Alex K (Techno Non-Stop Mix) |

### Đĩa mở rộng/EP
| Title                | Details                                                                                                | Peak chart positions | Sales        | Track listing |
| Title                | Details                                                                                                | KOR                  | Sales        | Track listing |
| -------------------- | --- | -------------------- | ------------ | --- |
| Koyote Ugly          | - Ngày phát hành: 10 tháng 6 năm 2010 - Nhãn đĩa: LOEN Entertainment - Định dạng: CD, digital download | 14                   |              | Track list 1. Lovely (feat. Chun Myung-hoon) 2. 녹턴 (Nocturne: 야상곡) 3. 리턴 (Return) 4. 사랑하긴 했니 5. Spark 6. 리턴 (Return) (MR) 7. 사랑하긴 했니 (MR)                   |
| Good Good Han Koyote | - Ngày phát hành: 19 tháng 8 năm 2011 - Nhãn đĩa: LOEN Entertainment - Định dạng: CD, digital download | 13                   | - KOR: 1,541 | Track list 1. 이제와 싫다면 2. Good Good Time 3. 우리 사귀자 4. Let It Try 5. 이제와 싫다면 (inst.) 6. Good Good Time (inst.)                                                    |
| 1999                 | - Ngày phát hành: 22 tháng 1 năm 2014 - Nhãn đĩa: KYT Entertainment - Định dạng: CD, digital download  | 21                   | - KOR: 911   | Track list 1. 1999 2. 너까지 왜그래 (What Happened To You) 3. 눈이 내려와 (It's Snowing) 4. 안아줘요 (Hug Me) 5. 이 겨울이 가도 (After Winter (feat. Kal Sowon)) 6. 1999 (inst.) |

### Đĩa đơn
| Tiêu đề                                                                                     | Năm  | Vị trí cao nhất trên BXH | Vị trí cao nhất trên BXH | Album                          |
| Tiêu đề                                                                                     | Năm  | KOR                      | KOR Hot 100              | Album                          |
| ------------------------------------------------------------------------------------------- | ---- | ------------------------ | ------------------------ | ------------------------------ |
| "Genuine" (순정)                                                                            | 1999 | —                        | —                        | Koyote Volume 1                |
| "Meeting" (만남)                                                                            | 1999 | —                        | —                        | Koyote Volume 1                |
| "Shilyeon" (실연)                                                                           | 1999 | —                        | —                        | Koyotae 2nd                    |
| "Miryon" (미련)                                                                             | 1999 | —                        | —                        | Koyotae 2nd                    |
| "Passion"                                                                                   | 2000 | —                        | —                        | Passion                        |
| "Paran" (파란)                                                                              | 2000 | —                        | —                        | Passion                        |
| "Pride" (자존심)                                                                            | 2000 | —                        | —                        | Passion                        |
| "Sad Dream" (비몽)                                                                          | 2002 | —                        | —                        | Philip                         |
| "Pity" (애련)                                                                               | 2002 | —                        | —                        | Philip                         |
| "Over"                                                                                      | 2002 | —                        | —                        | Philip                         |
| "Emergency" (비상)                                                                          | 2003 | —                        | —                        | Emergency                      |
| "Disco King" (디스코왕)                                                                     | 2004 | —                        | —                        | Koyote 6                       |
| "Bingo" (빙고)                                                                              | 2004 | —                        | —                        | Rainbow                        |
| "1,2,3,4"                                                                                   | 2005 | —                        | —                        | Feel Up                        |
| "Paran (Non-Stop Remix)"                                                                    | 2005 | —                        | —                        | Feel Up                        |
| "Wound" (상처)                                                                              | 2006 | —                        | —                        | không có album                 |
| "Sangsang" (상상)                                                                           | 2006 | —                        | —                        | The Koyote in Ballad Special   |
| "I Love Rock & Roll"                                                                        | 2006 | —                        | —                        | London Koyote                  |
| "I Love Rock & Roll (New Remix Ver.)"                                                       | 2006 | —                        | —                        | không có album                 |
| "Bingo" (빙고) (with Typhoon)                                                               | 2007 | —                        | —                        | White Story (single)           |
| "Only One" (너만이)                                                                         | 2008 | —                        | —                        | không có album                 |
| "Nonsense" (넌센스)                                                                         | 2009 | —                        | —                        | Jumping                        |
| "Oh, Yes!"                                                                                  | 2009 | —                        | —                        | không có album                 |
| "Do You Even Love Me?" (사랑하긴 했니)                                                      | 2010 | 7                        | —                        | Koyote Ugly                    |
| "Return" (리턴)                                                                             | 2010 | 6                        | —                        | Koyote Ugly                    |
| "Jump, Jump, Jump"                                                                          | 2010 | 52                       | —                        | không có album                 |
| "White Love" (스키장에서)                                                                   | 2010 | 70                       | —                        | không có album                 |
| "Good Good Time"                                                                            | 2011 | 26                       | 30                       | Good Good Han Koyote           |
| "Saying What I Said Over and Over Again" (했던 말 또 하고)                                  | 2012 | 16                       | 26                       | không có album                 |
| "I See The Lies" (거짓말도 보여요)                                                          | 2013 | 56                       | 61                       | không có album                 |
| "Marry Me"                                                                                  | 2013 | 46                       | 33                       | không có album                 |
| "Hollywood" (feat. Jeong Jun-ha)                                                            | 2013 | 21                       | 9                        | không có album                 |
| "After Winter" (이 겨울이 가도) (feat. Kal So-won)                                          | 2013 | 94                       | —                        | 1999                           |
| "Hug Me" (안아줘요)                                                                         | 2013 | 90                       | —                        | 1999                           |
| "1999"                                                                                      | 2014 | 73                       | 41                       | 1999                           |
| "Stop Love" (멈춘사랑)                                                                      | 2015 | —                        | —                        | không có album                 |
| "1024"                                                                                      | 2015 | —                        | —                        | không có album                 |
| "Bing Bing"                                                                                 | 2016 | —                        | —                        | không có album                 |
| "Posion" (포이즌)                                                                           | 2016 | —                        | —                        | Singderella Special Song Vol.5 |
| "Entreaty" (애원)                                                                           | 2018 | —                        | —                        | Re-born Part.1 Entreaty        |
| "Our Dream" (우리의 꿈)                                                                     | 2018 | —                        | —                        | Re-born Part.2 Our Dream       |
| "Hit & Hit" (히트다 히트)                                                                   | 2020 | —                        | —                        | không có album                 |
| "The Sea" (바다)                                                                            | 2020 | 102                      | —                        | không có album                 |
| "Oh My Summer"                                                                              | 2020 | —                        | —                        | không có album                 |
| "—" biểu thị các bản phát hành không có biểu đồ hoặc không được phát hành trong khu vực đó. |      |                          |                          |                                |

### Bài hát xếp hạng khác
| Tiêu đề                                                                                     | Năm  | Vị trí cao nhất trên BXH | Vị trí cao nhất trên BXH | Album                |
| Tiêu đề                                                                                     | Năm  | KOR                      | KOR Hot 100              | Album                |
| ------------------------------------------------------------------------------------------- | ---- | ------------------------ | ------------------------ | -------------------- |
| " If You Say You Don't Like It Now" (이제와 싫다면)                                         | 2011 | 20                       | 43                       | Good Good Han Koyote |
| "—" biểu thị các bản phát hành không có biểu đồ hoặc không được phát hành trong khu vực đó. |      |                          |                          |                      |

### Các sản phẩm tham gia
- 코요테 & NRG의 神나는 X-Mas (2 CD), 2001.12 (with N.R.G.)

## Giải thưởng và đề cử

### Golden Disc Awards
| Năm  | Hạng mục             | Đề cử cho                | Kết quả   | Ref.   |
| ---- | -------------------- | ------------------------ | --------- | ------ |
| 2001 | Bonsang (Main Prize) | "Blue" (파란)            | Đoạt giải | [ 23 ] |
| 2002 | Bonsang (Main Prize) | "Sad Dream" (비몽)       | Đoạt giải | [ 23 ] |
| 2003 | Bonsang (Main Prize) | "Emergency" (비상)       | Đoạt giải | [ 23 ] |
| 2004 | Bonsang (Main Prize) | "Disco King" (디스코 왕) | Đoạt giải | [ 23 ] |
| 2005 | Bonsang (Main Prize) | "Bingo"                  | Đoạt giải | [ 23 ] |

### KBS Music Awards
| Năm  | Hạng mục                    | Đề cử cho | Kết quả   | Ref.  |
| ---- | --------------------------- | --------- | --------- | ----- |
| 2001 | Bonsang (Main Prize)        | —         | Đoạt giải |       |
| 2002 | Bonsang (Main Prize)        | —         | Đoạt giải |       |
| 2003 | Bonsang (Main Prize)        | —         | Đoạt giải |       |
| 2003 | Producer's Popularity Award | —         | Đoạt giải |       |
| 2004 | Bonsang (Main Prize)        | —         | Đoạt giải |       |
| 2005 | Bonsang (Main Prize)        | —         | Đoạt giải | [ 5 ] |
| 2005 | Daesang (Grand Prize)       | —         | Đoạt giải | [ 5 ] |

### KMTV Korean Music Awards
| Năm  | Hạng mục             | Đề cử cho | Kết quả   | Ref.   |
| ---- | -------------------- | --------- | --------- | ------ |
| 2000 | Bonsang (Main Prize) | —         | Đoạt giải |        |
| 2001 | Bonsang (Main Prize) | —         | Đoạt giải |        |
| 2002 | Bonsang (Main Prize) | —         | Đoạt giải | [ 24 ] |
| 2003 | Bonsang (Main Prize) | —         | Đoạt giải | [ 25 ] |

### Mnet Asian Music Awards
| Năm  | Hạng mục         | Đề cử cho    | Kết quả   | Ref.          |
| ---- | ---------------- | ------------ | --------- | ------------- |
| 2000 | Best Mixed Group | "Passion"    | Đề cử     | [ 26 ] [ 27 ] |
| 2001 | Best Mixed Group | "Blue"       | Đoạt giải | [ 28 ]        |
| 2002 | Best Mixed Group | "Y"          | Đề cử     | [ 29 ]        |
| 2003 | Best Mixed Group | "Emergency"  | Đoạt giải | [ 30 ]        |
| 2004 | Best Mixed Group | "Disco King" | Đoạt giải | [ 31 ]        |
| 2005 | Best Mixed Group | "1, 2, 3, 4" | Đoạt giải | [ 32 ]        |
| 2009 | Best Mixed Group | "Nonsense"   | Đề cử     | [ 33 ]        |

### SBS Gayo Daejeon
| Năm  | Hạng mục             | Đề cử cho | Kết quả   | Ref.   |
| ---- | -------------------- | --------- | --------- | ------ |
| 1999 | Rookie Award         | —         | Đoạt giải |        |
| 2001 | Dance Award          | —         | Đoạt giải | [ 34 ] |
| 2002 | Bonsang (Main Prize) | —         | Đoạt giải | [ 35 ] |
| 2003 | Bonsang (Main Prize) | —         | Đoạt giải | [ 36 ] |
| 2004 | Bonsang (Main Prize) | —         | Đoạt giải | [ 37 ] |

### Seoul Music Awards
| Năm  | Hạng mục             | Đề cử cho | Kết quả   | Ref.   |
| ---- | -------------------- | --------- | --------- | ------ |
| 1999 | New Artist Award     | —         | Đoạt giải | [ 38 ] |
| 2002 | Bonsang (Main Prize) | —         | Đoạt giải | [ 38 ] |
| 2003 | Bonsang (Main Prize) | —         | Đoạt giải | [ 38 ] |
| 2004 | Bonsang (Main Prize) | —         | Đoạt giải | [ 38 ] |